# هيليوم-3

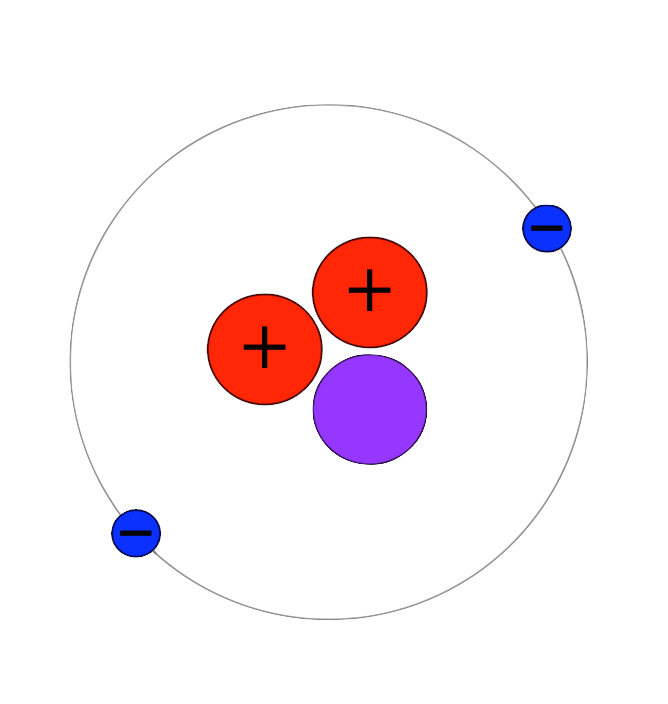

هيليوم-3 (3He) عبارة عن نظير غير مشع للهيليوم، له نواة تتألف من بروتونين اثنين ونيوترون واحد. تدعى نواة النظير هيليوم-3 باسم هيليون.

## التاريخ
قبل أن يكتشف افترض وجود الهيليون، نواة النظير هيليوم-3، وذلك عام 1934 من قبل عالم الفيزياء النووية مارك أوليفانت عندما كان يعمل في مختبرات كافندش في جامعة كامبريدج، وذلك أثناء قيامه بتجارب قذف الديوتيريوم بنوى ديوتيريوم مسرّعة.
اعتقد في البداية أن هيليوم-3 عبارة عن نظير مشع حتى جرى اكتشافه ضمن عينات الهيليوم الطبيعي المأخوذة من الغلاف الجوي الأرضي ومن آبار الغاز الطبيعي وذلك من قبل لويس ألفاريز Luis Walter Alvarez و روبرت كورنوغ Robert Cornog في تجاربهما على المسرع الدوراني في مختبرات لورنس بيركلي الوطنية في كاليفورنيا عام 1939.

## الوفرة
يعد هذا النظير نادر الوجود على الأرض حيث أن الوفرة الطبيعية له تعادل 0.000137% من الهيليوم، إذ أن الهيليوم يوجد غالباً على الشكل هيليوم-4.
يعتقد أن وفرة هذا النظير في الكون تفوق نسبياً ما هي على الأرض، على سبيل المثال، إن الحطام الصخري على سطح القمر يحوي كميات من الهيليوم-3 تشكلت بعد الانفجار العظيم وحملتها الرياح الشمسية عبر بلايين السنين. رغم ذلك، فإن كمية النظير هيليوم-3 تبقى أقل منها من النظير هيليوم-4 (28 جزء من المليون في الحطام الصخري للقمر مقابل 1-50 جزء من البليون بالنسبة للهيليوم-3). على العموم، تبقى هذه الكمية أقل منها ما هي في باقي أجرام النظام الشمسي مثل العماليق الغازية.

## الخصائص الفيزيائية
يغلي الهيليوم-3 عند 3.19 كلفن مقارنة مع 4.23 كلفن للهيليوم-4، والنقطة الحرجة له أقل من 3.35 كلفن مقارنة مع 5.2 للهيليوم-4. للهيليوم-3 كثافة أقل من نصف كثافة الهيليوم-4 عند نقطة الغليان، 59 غرام على الليتر مقارنة مع 125 غرام على الليتر عند ضغط مقداره 1 جو. بشكل مماثل فإن حرارة التبخر الكامنة للهيليوم-3 أقل بشكل كبير من نظيرتها للهيليوم-4، 0.026 كيلوجول لكل مول و 0.0829 كيلوجول لكل مول على الترتيب.
إن مزيج من كميتين متساويين من 3He و 4He السائل تحت 0.8 كلفن سينفصل إلى طبقتين غير مزوجتين وذلك نتيجة لتباين الإحصاءات الكمومية quantum statistics لهما، حيث أن 4He عبارة عن بوزون في حين أن 3He فرميون. يستفاد من خاصة عدم امتزاج هذين النظيرين في ثلاجة التمديد (Dilution refrigerator) حيث يمكن استخدام هذا التطبيق للحصول على درجات حرارة بحدود بضعة ميلي كلفن.

## الاستخدامات
يستخدم الهيليوم-3 في تجهيز كاشف النيوترون حيث أن مقطعه العرضي للامتصاص مرتفع لحزمة النيوترونات. يحول النيوترون من خلال التفاعل النووي إلى التريتيوم والبروتيوم:
n + 3He → 3H + 1H + 0.764 MeV